# Bonnie Dunbar
Bonnie Jeanne Dunbar (Sunnyside, 3 maart 1949) is een voormalig Amerikaans ruimtevaarder. Dunbar haar eerste ruimtevlucht was STS-61-A met de spaceshuttle Challenger en vond plaats op 30 oktober 1985. Tijdens de missie werden er verschillende experimenten uitgevoerd in de Spacelab module.
In totaal heeft Dunbar vijf ruimtevluchten op haar naam staan, waaronder meerdere missies naar het Russische ruimtestation Mir. In 2005 verliet zij NASA en ging zij als astronaut met pensioen. 